# Antenna Eltanin
L'antenna Eltanin è un oggetto fotografato dalla nave da ricerca oceanografica antartica USNS Eltanin nel 1964 mentre effettuava delle ricerche nel fondale marino a ovest di Capo Horn.

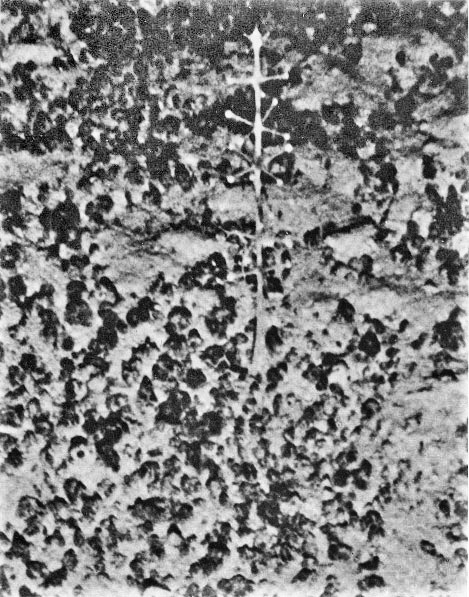
USNS Eltanin foto (1964)

La struttura regolare simile ad un'antenna e la posizione verticale sul fondo del mare ad una profondità di 3.904 metri (12.808 piedi), ha fatto credere ad alcuni sostenitori di teorie relative agli UFO, tra cui l'ex pilota di linea Bruce Cathie teorico della griglia globale dell’energia terrestre, che poteva trattarsi di un artefatto extraterrestre. Altre autorità hanno suggerito che l'oggetto fotografato dall'Eltanin fosse un'insolita spugna carnivora, Chondrocladia concrescens (ex Cladorhiza concrescens).

## Storia
La nave Eltanin da 1.850 tonnellate fu originariamente varata nel 1957 e servì con la Marina degli Stati Uniti come rompighiaccio per il trasporto di merci. Nel 1962 fu riclassificata come nave da ricerca oceanografica e divenne la prima nave da ricerca antartica al mondo, ruolo che mantenne fino al 1975.
Il 29 agosto 1964, mentre i ricercatori prelevavano campioni e fotografavano il fondale marino a ovest di Capo Horn, in Sud America, gli scienziati della USNS Eltanin scattarono la fotografia della cosiddetta "antenna Eltanin".

## Identificazione come spugna

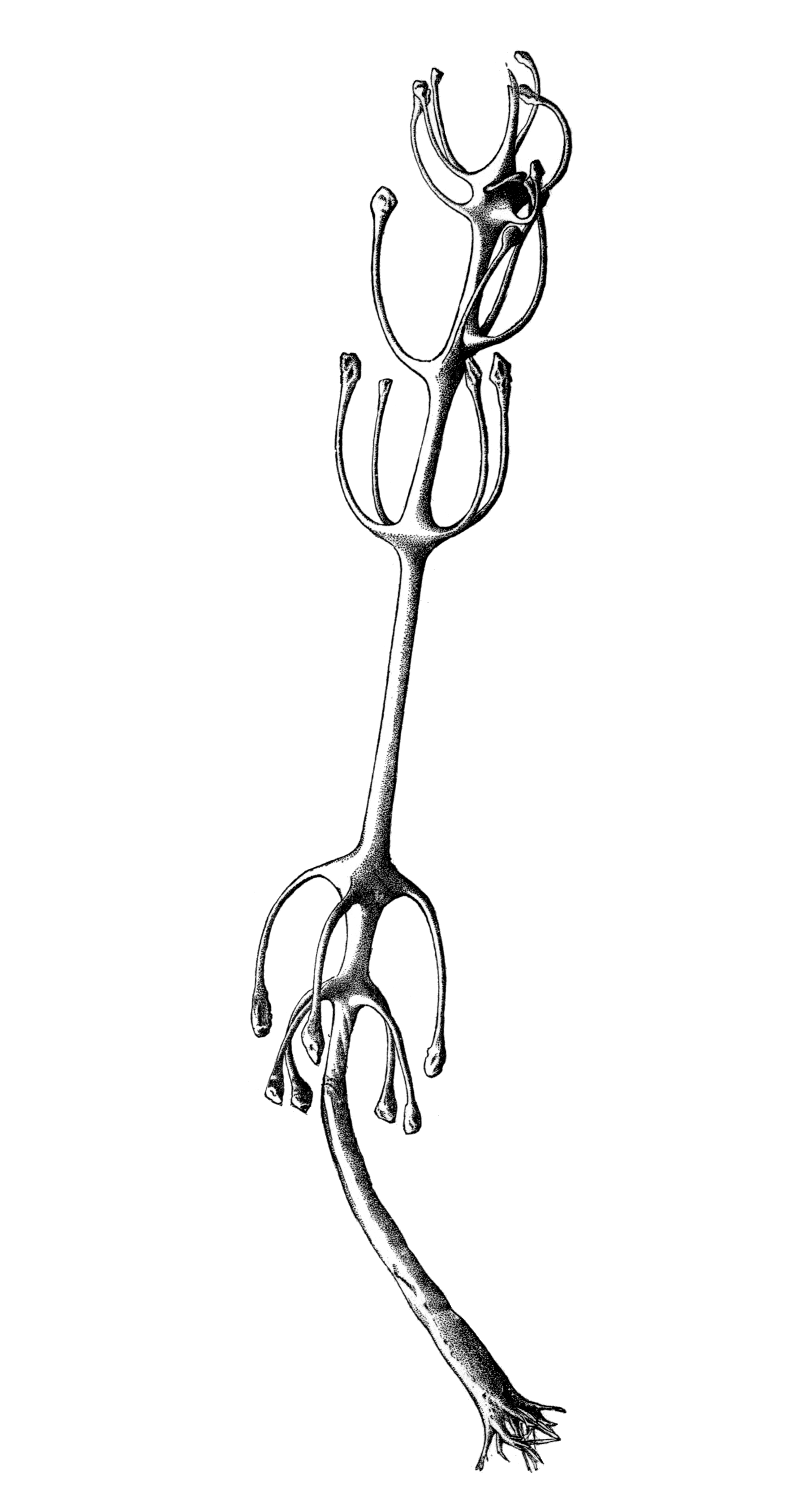
Illustrazione del 1888 di Cladorhiza concrescens - spugna carnivora di Agassiz

Nel 1971 l'oggetto fu identificato come una specie di spugna carnivora (Cladorhiza concrescens) dai geologi marini Bruce C. Heezen e Charles D. Hollister. Nel loro libro  The Face of the Deep è riprodotta la fotografia scattata dalla USNS Eltanin, nonché una versione ridisegnata da un disegno di Alexander Agassiz, originariamente apparso nel suo libro Three Cruises of the Blake del 1888. Hollister e Heezen descrivono la Cladorhiza concrescens come una spugna che "assomiglia in qualche modo a un'antenna a microonde dell'era spaziale", mentre Agassiz descrisse le spugne come aventi "un lungo stelo che termina con radici ramificate che affondano profondamente nel fango. Lo stelo ha nodi con quattro-sei appendici a forma di mazza. Spesso ricoprono, come cespugli, estesi tratti del fondo."
L'identificazione era in gran parte sconosciuta al di fuori dei circoli di biologia marina fino al 2003, quando una discussione sull'antenna Eltanin in una mailing list sugli UFO indusse il ricercatore Tom DeMary a contattare A. F. Amos, un oceanografo che era stato a bordo della USNS Eltanin negli anni '60. Amos ha consigliato a DeMary il libro di Hezeen e Hollister per ulteriori informazioni, dopo di che DeMary ha pubblicato online le scansioni dei disegni delle spugne.